# Rudolf Schmalfuß (Künstler)
Rudolf Schmalfuß (* 20. Februar 1890 in Leumnitz; † 7. Februar 1957 in Ronneburg) war ein deutscher Maler, Zeichner und Gebrauchsgraphiker.

## Leben und Werk
Schmalfuß wurde als Sohn eines "Kunst-Gärtners" geboren. Ab April 1913 studierte er an der Akademie der Bildenden Künste München im Fach Zeichnen bei Carl Johann Becker-Gundahl. 1938 war er zusammen mit den Malern August Lüdecke-Cleve, Max Eschle, Willi Engelhardt, Paul Süß, Hermann Keimel und Karl Blocherer im Bibliotheksbau des Deutschen Museums im Rahmen einer Aquarellausstellung vertreten. Die Aquarelle waren Ergebnis einer Gemeinschaftsreise der sieben Münchner Künstler. „Im Allgemeinen kennt man die Namen der Aussteller als Graphiker. Hier aber entdeckt man sie als Landschafter und wird nicht weniger erfreut sein“ Schmalfuß gehörte in den 20er und 30er Jahren des 20. Jahrhunderts zum Umfeld der Schwabinger Bohème. Sein Name findet sich in der Fürmann-Chronik, dem Gästebuch der Künstlerpension Fürmann in Schwabing einem beliebten Treffpunkt der Schwabinger Bohème zu Beginn des zwanzigsten Jahrhunderts. Mit dem Künstler Willy Hallstein, der Mitarbeiter der Münchner Zeitschrift JUGEND war, verband ihn eine enge Freundschaft. In der Sammlung des Minneapolis Institute of Arts in Minneapolis findet sich eine Zeichnung von Schmalfuß, die Willy Hallstein auf seinem Totenbett zeigt.
Schmalfuß war 1939, 1940 und 1941 auf den Großen Deutsche Kunstausstellungen in München mit Ölgemälden vertreten, die Produktionsprozesse im Stahlwerk zeigen. Nach Ende des NS-Staats lebte er als freier Künstler in Ronneburg. Er war 1947 auf der 1. Landesausstellung Bildender Künstler Thüringens in Erfurt und 1948 auf der Ausstellung Geraer Künstler „Die Ernte“ in Gera  vertreten.

## Werke (Auswahl)
- Hochofenabstich (Öl; 1940 auf der Großen Deutschen Kunstausstellung)[8]

- Thomasstahlwerk (Öl; 1940 auf der Großen Deutschen Kunstausstellung)[9]
- Probennahme vom Elektrostahlofen (Öl; 1941 auf der Großen Deutschen Kunstausstellung)[10]
- Der Konsulhammer (Öl; 1941 auf der Großen Deutschen Kunstausstellung)[11]
- Hammerschmiede (Öl, 1952)[12][13]
- Tischlerstilleben (Öl, 1952)[14][13]
- Kornpuppen vor Posterstein (Federzeichnung, Tusche, 1952)[15][13]